# Chiesa di Santa Maria di Basicò
La chiesa di Santa Maria di Basicò, con l'annesso monastero dell'Ordine francescano a «Rocca Guelfonia», costituiva un luogo di culto cattolico della città di Messina.

## Notizie storiche
Il primitivo monastero fu fondato a Casalnuovo, distretto della Piana di Milazzo in epoca normanna, sorto secondo la regola francescana dell'Ordine dei frati minori conventuali. Per garantire la sicurezza delle religiose durante i tumulti dei Vespri siciliani, col permesso di Federico III di Sicilia e previa approvazione pontificia, è trasferito nel 1320 nel centro più sicuro di Rometta presso il monastero di Santa Maria della Candelora d'origini bizantine.
Solo dopo un breve permanenza, poco più di un ventennio, nel 1342 Elisabetta di Carinzia, vedova di Pietro II di Sicilia, sollecitò a Papa Clemente VI l'insediamento e il trasferimento della comunità religiosa a Messina. L'istituzione era amministrata secondo la Regola di Santa Chiara.
Stabilitesi inizialmente in un fabbricato nella contrada della «Caperrina», il 21 maggio 1345 occuparono i nuovi edifici, chiesa e monastero, che mantennero il titolo di «Basicò», da "basilicò", greco per "regale, regio", appellativo e prerogativa riconosciuti per privilegio conferito da Federico III di Sicilia, da Pietro II di Sicilia, concessioni riconfermate nel 1320 e 1339.
Elisabetta di Carinzia e il figlio, il re Ludovico di Sicilia, rivendicarono per l'istituzione la «Giurisdizione Reale» contro la «Giurisdizione Ordinaria» paventata dall'arcivescovo Raimondo de Pizzolis, circostanza in seguito supportata e riconfermata da breve apostolico.
Privilegi, concessioni, prerogative furono assegnati da Federico IV di Sicilia nel 1365, da Maria di Sicilia nel 1380, da Martino I di Sicilia nel 1403, da Giovanni I di Sicilia nel 1466, da Filippo II di Spagna nel 1593.

## Monastero di Santa Maria di Basicò
Il monastero è da considerarsi come casa madre, fulcro formativo e di indirizzo per le gerarchie di molte delle istituzioni religiose cittadine, in esso si sono formate le badesse destinate a condurre:
| - 1268, Monastero di Santa Caterina di Valverde - 1453, Monastero di Montevergine - 1536, Monastero di Sant'Elia - 1574, Monastero delle Convertite | - 1571, Monastero della terra di Sant'Angelo - 1580, Monastero di Santa Maria degli Angeli - ?, Monastero delle Stimmate di San Francesco - 1747, Monastero della Concezione |

## Opere
- XVI secolo, Natività del Signore, dipinto su tavola, opera di Deodato Guinaccia[3][4][5]
- XVI secolo, Magi, dipinto, opera di Francesco Comandè[4] e fratelli.[3][5]
- XVII secolo, Resurrezione, dipinto documentato sull'altare maggiore, opera di Alonso Rodriguez.[3][4][5]
- XVIII secolo, Santa Chiara, dipinto, opera di Antonio Filocamo e fratelli.[4][6]
- XVII secolo, Immacolata, dipinto, opera di Agostino Scilla.[4][5]
- XVII secolo, Venuta dello Spirito Santo, dipinto, opera di Agostino Scilla.[3][4]
- ?, Assunta, dipinto, opera di Matteo Maggio.[4]
- ?, Ascensione, dipinto, opera di Matteo Maggio.[4]
- XVIII secolo, Ciclo, affreschi, opere di Giovanni Tuccari.[4][5]
- ?, Cappella del Santissimo Crocifisso.[3]
- 1720, Campanile.[3]